# Géographie de Bourgogne-Franche-Comté
Cet article fournit diverses informations sur la géographie de la région Bourgogne-Franche-Comté.
La Bourgogne-Franche-Comté est une région résultant de la fusion des anciennes régions Bourgogne et Franche-Comté. Elle regroupe les départements de la Côte-d'Or, du Doubs, de la Haute-Saône, du Jura, de la Nièvre, de Saône-et-Loire, du Territoire de Belfort et de l'Yonne.

## Situation

### Géographie administrative et humaine
| \| Localisation de la Bourgogne-Franche-Comté en France \| SUISSE Auvergne-Rhône-Alpes Grand Est Dijon Besançon Lons-le-Saunier Nevers Vesoul Mâcon Auxerre Belfort Côte-d'Or (21) Doubs (25) Jura (39) Nièvre(58) Haute-Saône (70) Saône-et-Loire (71) Yonne (89) Belfort (90) |
| Localisation de la Bourgogne-Franche-Comté en France |

### Géographie physique
| \| Localisation de la Bourgogne-Franche-Comté en France \| Jura Vosges Massif central Morvan Val de Saône Plateau de Langres Bassin parisien Graben de Bresse Trouée de Belfort Seuil de Lorraine Seuil de Bourgogne La Saône Le Doubs L'Yonne La Loire La Seine Crêt Pela Ballon d'Alsace Haut-Folin |
| Localisation de la Bourgogne-Franche-Comté en France |